# 沙河站 (京包铁路)

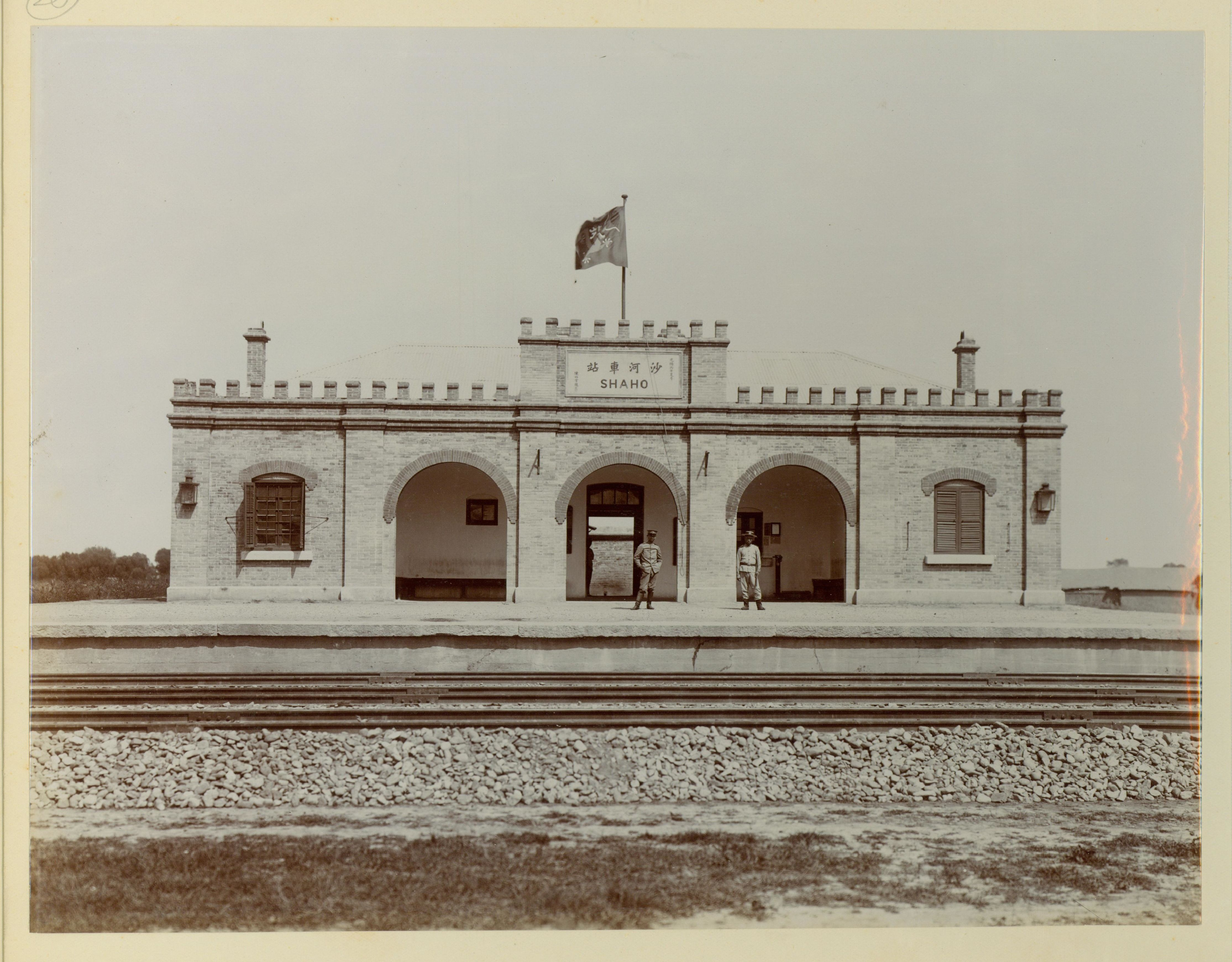
建成初期的沙河站

沙河站是京包铁路（原京张铁路）上的一个火车站，位于北京市昌平区沙河地区境内。有北京西北环形铁路、双沙铁路分别通向丰沙铁路三家店站、京哈铁路双桥站。建于1905年。自2012年9月15日起取消办理客运业务。停办客运之前仅有一列客车（原4471次，北京北—承德）停靠沙河站。本站设有通往中国石化销售股份有限公司北京石油分公司、中国铁路北京局集团有限公司北京工电大修段焊轨厂、北京昌煤同鑫商贸有限公司的专用线。
以往曾有市民建议市郊铁路S2线增加沙河停站，目前这一建议或将随着东北环线的建设而付诸实现。